# Таблички до дорожніх знаків
Знаки додаткової інформації (таблички) — дорожні знаки згідно з розділом H Віденської конвенції про дорожні знаки і сигнали.
Окремо не використовуються. Уточнюють дії основних знаків за часом (наприклад, тільки по буднях) або поширюючи їх тільки на певні категорії транспортних засобів (наприклад, тільки для вантажівок), або надають іншу додаткову інформацію. Форма — прямокутна, колір фону — білий, колір малюнка — чорний, окантовка — чорна.

## Приклади